# Der Mann, der sich das Rauchen abgewöhnte
Der Mann, der sich das Rauchen abgewöhnte ist ein schwedischer Film aus dem Jahr 1972.

## Handlung
Der Sohn eines verstorbenen Wurstfabrikanten darf seine millionenschwere Erbschaft nur dann antreten, wenn er sich binnen 14 Tagen das Rauchen abgewöhnt. Um diese Aufgabe zu lösen, stürzt sich der Kettenraucher in Abenteuer, die ihn ablenken sollen, und lässt sich sogar von einem Detektivbüro überwachen.